# Schistostege dinarica
Schistostege dinarica är en fjärilsart som beskrevs av Karl Schawerda 1913. Schistostege dinarica ingår i släktet Schistostege och familjen mätare. Inga underarter finns listade.